# هانس ريهمان
هانس ريهمان (و. 1900 – 1939 م) هو ممثل مسرحي، وممثل أفلام سويسري، ولد في زيورخ، توفي عن عمر يناهز 39 عاماً، بسبب سل.

## وصلات خارجية
- هانس ريهمان على موقع IMDb (الإنجليزية)
- هانس ريهمان على موقع ألو سيني (الفرنسية)
- هانس ريهمان على موقع أول موفي (الإنجليزية)
- هانس ريهمان على موقع قاعدة بيانات الفيلم (الإنجليزية)
- هانس ريهمان على موقع كينوبويسك (الروسية)